# 8668 Satomimura
A 8668 Satomimura (ideiglenes jelöléssel 1991 HM) a Naprendszer kisbolygóövében található aszteroida. S. Otomo, O. Muramatsu fedezte fel 1991. április 16-án.